# ルアンパバーン国際空港
ルアンパバーン国際空港（ルアンパバーンこくさいくうこう、英語:Luang Prabang International Airport）とは、ラオスのルアンパバーン県ルアンパバーン郡にある国際空港である。ルアンパバーン中心部から約4kmの地点に位置している。改修が行われるまでは着陸の難しい空港として知られていた。

## 就航航空会社と就航都市
2020年以降、新型コロナウイルス感染症の影響により、多くの定期便が運休、減便、経路変更となっている。
| 航空会社               | 就航地                                                                                  |
| ---------------------- | --------------------------------------------------------------------------------------- |
| ラオス国営航空         | ヴィエンチャン、パークセー、シェムリアップ、ハノイ、バンコク/スワンナプーム、チェンマイ |
| ラオ・スカイウェイ     | ヴィエンチャン                                                                          |
| バンコク・エアウェイズ | バンコク/スワンナプーム                                                                 |
| 海南航空               | 深圳                                                                                    |
| タイ・エアアジア       | バンコク/ドンムアン                                                                     |
| ベトナム航空           | ハノイ、ホーチミン、シェムリアップ                                                      |

2023年6月現在

## 空港へのアクセス
- ルアンパバーンには、公共交通機関はない。
  - 一般的には1グループ3名まで均一料金の乗り合いタクシーで、1グループ50,000キープ （またはUS$6）を空港カウンターで前払いする[2]。
  - ルアンパバーン市内からは、各自トゥクトゥクを拾うか、ホテル等でタクシーかトゥクトゥク呼んでもらう。なお、ルアンパバーンのタクシーにメーターはなく、タクシー代は交渉制である。ホテル等で呼んだ場合は、ホテルに対する手数料を含んだ運賃が決まっていることが多い。トゥクトゥクのほうが数が多く、簡単に拾えて一般的には安価となる。